# Pristimantis eurydactylus
Pristimantis eurydactylus es una especie de anfibio anuro de la familia Craugastoridae.

## Distribución
Esta especie habita en:
- Perú a unos 220 m de altitud en Panguana y entre los 800 y 1380 m en la Serranía de Sira en las regiones de Huánuco y Ucayali.
- Brasil, a una altitud de aproximadamente 200 m en la cuenca alta del Amazonas en los estados de Acre y Amazonas.[4]

## Publicación original
- Hedges & Schlüter, 1992 : Eleutherodactylus eurydactylus, a new species of frog from central Amazonian Peru (Anura: Leptodactylidae). Copeia, vol. 1992, n.º 4, p. 1002-1006[5]